# Monterol
Monterol – wieś w Chorwacji, w żupanii istryjskiej, w mieście Umag. W 2011 roku liczyła 19 mieszkańców.